# Unione Cestistica Piacentina
La Unione Cestistica Piacentina, conocida por motivos de patrocinio como Morpho Basket Piacenza, fue un equipo de baloncesto italiano con sede en la ciudad de Piacenza, en Emilia-Romaña. Disputaba sus partidos en el PalaBanca de Plasencia, con capacidad para 3.521 espectadores.

## Historia
La sociedad Unione Cestistica Piacentina nace en 2003 gracias a la fusión de dos equipos locales, la A.S. Pallacanestro Piacenza  y la A.S. Pallacanestro Fiorenzuola, comenzando su andadura en la Serie C2, una categoría regional, la sexta del campeonato italiano. En dos temporadas ascenderían a la Serie C1, logrando el pase a la Serie B Dilettanti en 2009 tras ganar los 40 partidos que disputaron. Allí sólo estarían un año, quedando segundos de su grupo y logrando el ascenso a la Serie A Dilettanti.
En 2011 acabaron en primera posición de su grupo, logrando el ascenso a la Legadue. Dejó de existir en 2012.

## Palmarés
- Campeón de la Coppa Italia Serie C Dilettanti (2009)
- Campeón del Grupo A de la Serie A Dilettanti (2011)